# Bob-Europameisterschaft 2015
Die Bob-Europameisterschaft 2015 wurde vom 30. Januar bis 1. Februar 2015 in La Plagne ausgetragen. Sie fand parallel zum sechsten von acht Weltcup-Saisonrennen sowie zur Skeleton-Europameisterschaft 2015 statt.

## Zweier-Bob Männer
Datum: 31. Januar 2015
| Platz | Bob                                                         | Lauf 1 (min) Platz | Lauf 2 (min) Platz | Gesamtzeit (min) Rückstand (s) |
| ----- | ----------------------------------------------------------- | ------------------ | ------------------ | ------------------------------ |
| 1     | Deutschland – Bob GER 1Francesco Friedrich Martin Grothkopp | 58,99 1            | 59,49 2            | 1:58,48 ±0,00                  |
| 2     | Lettland – Bob LAT 1Oskars Melbārdis Daumants Dreiškens     | 59,11 3            | 59,41 1            | 1:58,52 +0,04                  |
| 3     | Schweiz – Bob SUI 2Rico Peter Bror van der Zijde            | 59,13 4            | 59,56 3            | 1:58,69 +0,21                  |
| 4     | Russland – Bob RUS 1Alexander Kasjanow Alexei Puschkarjow   | 59,26 6            | 59,60 4            | 1:58,86 +0,38                  |
| 5     | Schweiz – Bob SUI 1Beat Hefti Alex Baumann                  | 59,08 2            | 59,81 7            | 1:58,89 +0,41                  |
| 6     | Deutschland – Bob GER 2Nico Walther Marko Hübenbecker       | 59,13 4            | 59,91 8            | 1:59,04 +0,56                  |

## Vierer-Bob Männer
Datum: 1. Februar 2015
| Platz | Bob                                                                                      | Lauf 1 (min) Platz | Lauf 2 (min) Platz | Gesamtzeit (min) Rückstand (s) |
| ----- | ---------------------------------------------------------------------------------------- | ------------------ | ------------------ | ------------------------------ |
| 1     | Lettland – Bob LAT 1 Oskars Melbārdis Daumants Dreiškens Arvis Vilkaste Jānis Strenga    | 57,66 1            | 58,95 3            | 1:56,61 ±0,00                  |
| 2     | Russland – Bob RUS 1 Alexander Kasjanow Ilwir Chusin Alexei Puschkarjow Alexei Saizew    | 57,89 2            | 58,91 2            | 1:56,89 +0,28                  |
| 3     | Deutschland – Bob GER 1 Francesco Friedrich Candy Bauer Martin Grothkopp Thorsten Margis | 58,33 5            | 58,80 1            | 1:57,13 +0,52                  |
| 4     | Deutschland – Bob GER 2 Nico Walther Marko Hübenbecker Andreas Bredau Christian Poser    | 58,41 6            | 59,14 4            | 1:57,55 +0,94                  |
| 5     | Deutschland – Bob GER 3 Maximilian Arndt Martin Putze Kevin Korona Jan Speer             | 58,32 4            | 59,26 7            | 1:57,58 +0,97                  |
| 6     | Schweiz – Bob SUI 1 Rico Peter Bror van der Zijde Simon Friedli Thomas Amrhein           | 58,24 3            | 59,41 9            | 1:57,65 +1,04                  |

## Zweier-Bob Frauen
Datum: 30. Januar 2015
| Platz | Bob                                                           | Lauf 1 (min) Platz | Lauf 2 (min) Platz | Gesamtzeit (min) Rückstand (s) |
| ----- | ------------------------------------------------------------- | ------------------ | ------------------ | ------------------------------ |
| 1     | Deutschland – Bob GER 1Anja Schneiderheinze Franziska Bertels | 1:01,12 1          | 1:01,56 2          | 2:02,68 ±0,00                  |
| 2     | Deutschland – Bob GER 2Cathleen Martini Stephanie Schneider   | 1:01,24 2          | 1:01,49 1          | 2:02,73 +0,05                  |
| 3     | Deutschland – Bob GER 3Stefanie Szczurek Erline Nolte         | 1:01,35 4          | 1:01,59 4          | 2:02,94 +0,26                  |
| 4     | Belgien – Bob BEL 1Elfje Willemsen Annelies Holthof           | 1:01,48 5          | 1:01,58 4          | 2:03,06 +0,38                  |
| 5     | Österreich – Bob AUT 1Christina Hengster Sanne Dekker         | 1:01,28 3          | 1:01,86 7          | 2:03,14 +0,46                  |
| 6     | Russland – Bob RUS 1Alexandra Rodionowa Ljudmila Udobkina     | 1:01,65 6          | 1:01,78 5          | 2:03,43 +1,75                  |

## Medaillenspiegel
| Platz | Nation      | Gold | Silber | Bronze |
| ----- | ----------- | ---- | ------ | ------ |
| 1     | Deutschland | 2    | 1      | 2      |
| 2     | Lettland    | 1    | 1      | 0      |
| 3     | Russland    | 0    | 1      | 0      |
| 4     | Schweiz     | 0    | 0      | 1      |